# (186728) 2004 CH2
(186728) 2004 CH2 là một tiểu hành tinh vành đai chính được phát hiện ngày 12 tháng 2 năm 2004 bởi James Whitney Young ở Đài thiên văn Núi bàn gần Wrightwood, California.